# 大钟花
大钟花（学名：Megacodon stylophorus）为龙胆科大钟花属下的一个种。

## 扩展阅读
- 維基物種上的相關：大钟花